# Żabów (Ubyszów)
Żabów – część wsi Ubyszów w Polsce, położona w województwie świętokrzyskim, w powiecie skarżyskim, w gminie Bliżyn.
W latach 1975–1998 Żabów administracyjnie należał do województwa kieleckiego.